# Thyonidium productum
Thyonidium productum is een zeekomkommer uit de familie Cucumariidae.
De wetenschappelijke naam van de soort werd in 1852 gepubliceerd door Wiliam Orville Ayres.